# Ванесса дель Рио
Ванесса дель Рио (исп. Vanessa del Rio; урожд. Анна Мария Санчес, исп. Ana Maria Sanchez; 31 марта 1952, Гарлем, Нью-Йорк) — американская порноактриса, модель и продюсер.

## Биография
Выросла в семье кубино-пуэрто-риканских эмигрантов. Мать часто брала дочь с собой в кино на фильмы с участием Изабель Сарли, оказавшую на девочку большое влияние. В неполные 20 лет Анна уволилась с должности программистки, после чего последовательно работала официанткой, барменшей и эротической танцовщицей.
В 1975 году дебютировала в порнокино. Главной причиной этого стали деньги — дель Рио пообещали платить 150 долларов в день, и она согласилась — эта сумма составляла ровно половину её ежемесячной квартплаты. Дель Рио стала первой порнозвездой латиноамериканского происхождения, завоевавшей популярность в США и Европе. Не в последнюю очередь она была известна из-за своей анатомической аномалии — необычайно большого клитора.
В 1987 году из-за боязни СПИДа прекратила сниматься в порно и переключилась на продюсирование (в том числе занимается через свой сайт поиском новых актёров).
Также снималась в нескольких видеоклипах (в частности, «Get Money» рэп-коллектива «Junior M.A.F.I.A.»). Регулярно участвует в церемониях вручения премий индустрии развлечений для взрослых. Снимается в различных телесериалах (так, в 1996 году появилась в сериале «NYPD Blue»).
В 2007 году немецкое издательство Taschen выпустило иллюстрированную биографию дель Рио под названием «Vanessa del Rio: Fifty Years of Slightly Slutty Behavior». Тираж книги, к которой прилагался DVD, составил 1500 экземпляров; к 200 экземплярам дополнительно прилагались литографии, выполненные карикатуристом Робертом Крамбом.
Всего за свою карьеру дель Рио снялась в 197 порнофильмах (включая компиляции).
Занимает 8-ю строчку в списке 50 порнозвёзд всех времён, составленном журналом «Adult Video News» (AVN).
Член Залов славы AVN и XRCO.

## Избранная фильмография
- 1976. China Doll.
- 1976. Come with Me My Love.
- 1979. Tigresses… and Other Man-Eaters!
- 1980. Dracula Exotica.
- 1980. Scent of Heather.
- 1981. Dancers.
- 1982. Beauty.
- 1982. Foxtrot.
- 1982. Luscious.
- 1986. Beyond Desire.
- 1996. Porno O. D.

## Премии
- 1980. Премия CAFA лучшей актрисе второго плана за фильм «Dracula Exotica»[7].
- 1981. Премия CAFA лучшей актрисе второго плана за фильм «Dancers»[7].
- 1996. Включена в Зал славы Legends of Erotica[8].
- 2007. Премия VOD Awards за вклад в порнокинематограф.